# Rosenberg (Teksas)
Rosenberg je grad u američkoj saveznoj državi Teksas. Prema popisu stanovništva iz 2010. u njemu je živjelo 30.618 stanovnika.